# 乌速龙站
乌速龙站是位于贵州省安顺市四旗镇的一个铁路车站，邮政编码561016。车站建于1964年，有贵昆铁路经过该站，现仅办理货运，不办理客运业务，车站及其上下行区间均已电气化。车站距离贵阳站116公里，隶属成都铁路局，是四等站。
1. ↑  铁道部电子计算技术中心, 铁道部运输局. . 北京: 中国铁道出版社. 1998: 118. ISBN 9787113030995.